# Инцидент са возом Београд–Косовска Митровица
Инцидент са возом Београд–Косовска Митровица десио се 14. јануара 2017. године, када је српски воз  спречен да уђе на самопроглашено Косово.

## Историја
Неколико дана пре инцидента српски медији су извештавали о окићеном возу ЖС 711. Тврдили су да би то требало да поново успостави везу између Србије и Косова, после скоро две деценије неактивности. Воз је имао ливреју офарбану у боје српске заставе и натпис „Косово је Србија“ исписан на 21 језику, укључујући и албански. Унутрашњост воза била је украшена фрескама из манастира Српске православне цркве који се налазе на КиМ. Аутор ливреје воза, графички дизајнер Андреј Васиљевић, изјавио је да дизајнирањем оваквог воза жели да „уметничким изразом покаже светску српску културну баштину и да свима буде јасно коме Косово припада”. Он је рекао и да су његову иницијативу подржали Влада Србије и српска национална путничка железничка компанија Србија воз.
Косовски председник Хашим Тачи је 14. јануара објавио на Фејсбуку објаву у којој је навео да је поменути воз морао да буде спречен да уђе на Косово, због његових „националистичких налепница“. Тачи је касније наредио свом министру унутрашњих послова и врховном директору полиције да по сваку цену спрече долазак воза на Косово, након што је Влада Републике Косово консултовала Европску унију (ЕУ) која је одговорила да то „није њихова брига“ .
Воз је из Београда кренуо у 4 ујутру 14. јануара 2017. године и требало је да стигне до Косовске Митровице, на Косову, након више од 19 сати путовања. Он је ипак заустављен у Рашкој, последњој железничкој станици пре преласка државних граница Косова, због навода да су железничке шине испред њих миниране. Потом су путници у возу пребачени у аутобусе који су их превозили све до Косовске Митровице , а воз се сутрадан вратио у Београд.
Председник Србије Александар Вучић сазвао је потом седницу Савета за националну безбедност, након које је оптужио косовску полицију да минира шине и планира да ухапси машиновођу и све путнике у возу. Он је рекао и да је његова одлука да заустави воз како би "спречио шири сукоб и показао да желимо мир". Косовска полиција је касније претражила трагове у потрази за експлозивом и није га пронашла.

## Реакције
Премијер Србије Александар Вучић изјавио је да ће обавестити САД, Европску унију и Кину о томе да Косово "игра ратне игре". Он је рекао и да је његов последњи апел Албанцима на Косову да не нападају Србе, јер Србија неће дозволити те нападе.
Председник Србије Томислав Николић изјавио је да ће послати Војску Србије на Косово ако Срби буду убијани. Он је инцидент повезао и са тадашњом администрацијом Барака Обаме у Белој кући.
Српски министар за рад, запошљавање, борачку и социјалну политику Александар Вулин изјавио је: „Да није било мирне и веома мудре реакције Александра Вучића, имали бисмо крваве борбе на северу Косова“.
Косовски премијер Иса Мустафа изјавио је да је „све што се десило“ у вези са доласком воза из Београда непотребна ситуација коју је изазвала Србија, и да је део „злонамерне Србије да дестабилизује ситуацију у Косово“.
Амерички амбасадор на Косову Грег Делави рекао је да је забринут због питања возова и "позвао на уздржаност све стране".